# Jerry Lucas
Jerry Ray Lucas (* 30. března 1940 Middletown, Ohio) je bývalý americký basketbalista, vysoký 203 cm a vážící 104 kg.
S týmem střední školy v Middletownu se stal dvakrát mistrem státu Ohio a v letech 1957 a 1958 získal cenu Mr. Basketball USA. Jako student Ohijské státní univerzity hrál třikrát po sobě finále National Collegiate Athletic Association, v roce 1960 zvítězil a v letech 1960 a 1961 byl vyhlášen nejlepším hráčem. Obdržel Big Ten Medal of Honor a časopis Sports Illustrated ho vyhlásil sportovcem roku 1961. Byl rovněž členem týmu, který získal zlatou medaili na Letních olympijských hrách 1960.
Od roku 1963 hrál profesionálně National Basketball Association za Cincinnati Royals a po první sezóně byl vyhlášen nejlepším nováčkem soutěže. V roce 1969 přestoupil do San Francisco Warriors a od roku 1971 hrál za New York Knicks, s nimiž vyhrál v roce 1973 NBA. O rok později ukončil kariéru. Dosáhl bilance 14 053 bodů a 12 942 doskoků, sedmkrát byl nominován k NBA All-Star Game, byl zařazen na seznam 50 Greatest Players in NBA History a do Basketball Hall of Fame.
Po odchodu ze sportovního světa se zaměřil na výzkum paměti a byl spoluautorem bestselleru The Memory Book.